# Arnold Arnoldow
Arnold Arkadjewicz Arnoldow (Kesselman) (ros. Арнольд Аркадьевич Арнольдов (Кессельман), ur. 1893 w Odessie, zm. 1938) – funkcjonariusz radzieckich służb specjalnych, starszy major bezpieczeństwa państwowego.

## Życiorys
W 1914 wstąpił do Bundu, a w 1918 został członkiem RKP(b), 1918-1919 działał w komunistycznym podziemiu w Odessie. W 1919 wstąpił do Czeki, był funkcjonariuszem Czeki, GPU i NKWD kolejno w Odessie (m.in. jako członek kolegium gubernialnej Czeki w 1920), na Krymie (jako zastępca przewodniczącego obwodowej Czeki/GPU), Taszkencie, Leningradzie (m.in. jako pomocnik szefa Wydziału Kontrwywiadowczego Pełnomocnego Przedstawicielstwa (PP) OGPU Leningradzkiego Okręgu Wojskowego), a 1933-1936 w Moskwie jako szef Wydziału Specjalnego PP OGPU/Zarządu NKWD obwodu moskiewskiego i Moskiewskiego Okręgu Wojskowego. 26 grudnia 1935 otrzymał stopień starszego majora bezpieczeństwa państwowego. W 1936 został pomocnikiem szefa Wydziału Operacyjnego/Wydziału 1 GUGB NKWD ZSRR, w kwietniu 1937 włączono go w skład grupy operacyjnej GUGB NKWD ZSRR (wraz z m.in. Lwem Mironowem) na Dalekim Wschodzie, w lipcu 1937 objął funkcję szefa Wydziału Transportu Drogowego Kolei Wschodniosyberyjskiej. Był odznaczony m.in. Krzyżem Zasługi Wojskowego Orderu Świętego Jerzego III i IV klasy i dwoma odznakami honorowego funkcjonariusza Czeki/GPU, nagradzano go też złotymi zegarkami za pracę w NKWD ZSRR.
19 sierpnia 1937 podczas wielkiego terroru został aresztowany i następnie skazany na śmierć i rozstrzelany.